# Choral

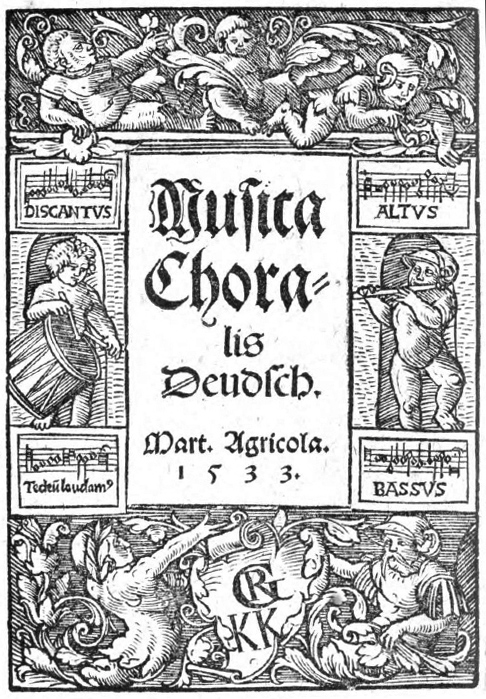
Titelblatt der Musica Choralis Deudsch von Martin Agricola, 1533

Das Wort Choral (lat. Adjektiv choralis zu gr. χορός chorós „Chor“) bezeichnet ursprünglich die einstimmige vokale Kirchenmusik der westkirchlichen Liturgie, den auch Gregorianischer Choral genannten cantus romanus. Im 14. Jahrhundert war vom cantus choralis sive ecclesiasticus („chormäßiger oder kirchlicher Gesang“) die Rede, wobei choralis sich auf die ausführende Schola bezog. Die Choralmusik unterscheidet sich so von der Figuralmusik. In dieser Bedeutung wird das Wort bis heute im katholischen Bereich verwendet.
Im 16. Jahrhundert wurde im evangelischen Sprachgebrauch die Kirchenliedmelodie im mehrstimmigen Gesang, der cantus firmus, Choral genannt, so beispielsweise von den Komponisten Johannes Eccard, Michael Praetorius oder Samuel Scheidt.
Seit dem 18. Jahrhundert wurde im Protestantismus das Gemeindelied mit Melodie und Text als Choral bezeichnet. So heißen auch in Kantaten und Oratorien eingefügte Liedstrophen „Choral“. Der Sprachgebrauch spiegelt sich noch in dem Filmtitel Der Choral von Leuthen (1933).
Außerdem werden auch Orgelbearbeitungen von Kirchenliedern Choral genannt („Orgelchoral“). Gelegentlich wurden freie Orgelstücke mit choralähnlichen Themen von ihren Komponisten auch als Choral bezeichnet (z. B. die Drei Choräle von César Franck).
Im 19. und 20. Jahrhundert wurde der Begriff auch innerhalb der weltlichen Musik für „sakrale“, kirchenliedähnliche Passagen verwendet und bezeichnet eine diatonische, rhythmisch einfache, homophon gespielte Melodiebewegung, häufig von Blechbläsern (entsprechende Komponisten: Felix Mendelssohn Bartholdy, Johannes Brahms, Anton Bruckner, Gustav Mahler, Béla Bartók).